# Burg Plößberg

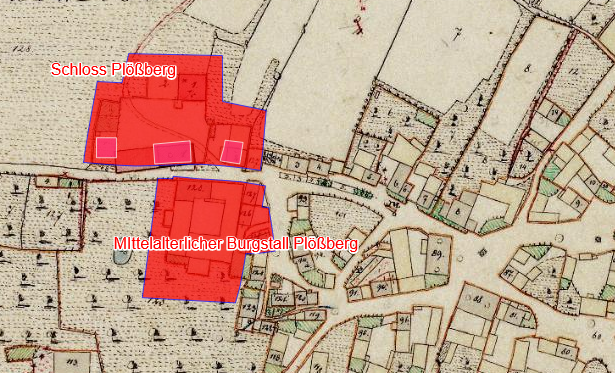
Lageplan von Burg und Neuem Schloss Plößberg auf dem Urkataster von Bayern

Die Reste der denkmalgeschützten Burg Plößberg liegen in der gleichnamigen Oberpfälzer Gemeinde Plößberg im Landkreis Tirschenreuth. Die Anlage wird als Bodendenkmal unter der Aktennummer D-3-6239-0018 im Bayernatlas als „mittelalterlicher Burgstall“ geführt. 

## Geschichte
Die Burg lag im Herrschaftsgebiet der Sulzbacher. Als Besitzer wird um 1183 ein Arnold de Plezperch erwähnt, der als Zeuge einer Urkunde bei der Schenkung des comes Gebhardus de Sulzpach an die Propstei Berchtesgaden auftritt. Nach dem Tod des Sulzbachers kam Plößberg an die Staufer. 1261 werden Alheide de Plesperch und ihre Tochter erwähnt, die beide in das Kloster Schönthal eintreten. 1270 werden Fredericus, Ulricus ambo de Plezberc als Zeugen der Landgrafen von Leuchtenberg genannt, sind also nun Ministeriale der Leuchtenberger. Um 1350 sind die Gleißenthaler als Plößberg ansässig. Der erste von ihnen ist Jakob Gleißenthaler von Plößberg. 1360 wurde Plößberg ein böhmisches Lehen, gehört rechtlich aber zum Amt Floß. Um 1412 wird Gebhard Stoer als Lehensinhaber genannt, auf ihn folgt Hans Stoer. Im Mai 1428 wird das Dorf von den Hussiten niedergebrannt. 1477 wird hier Stephan Prenger I. erwähnt, auf ihn folgen seine Witwe und sein Sohn Stephan Prenger II., der 1531 in Floß wegen Räuberei hingerichtet wird. 1527 wird hier Jörg Pleysteiner genannt und von 1532 bis 1543 Andreas Trautenberg zu Schönbrunn und Plößberg. 1546 ist Christoph von Giech Lehensinhaber, 1549 Georg von Sparneck. 1560 verkaufen die Erben des Florian Ochs Plößenberg an Sigmund Gfeller von Sachsengrün. 1565 kommt es an Martin von Rosenau, diesem folgt sein Sohn Wolfgang Simon bis 1600. Danach kommen Joseph Adam von Raittenbach und 1613 Ulrich von Raittenbach zu Plößberg. Bis 1696 besitzen die Freiherren von Reitzenstein das Gut und bis Ende des 18. Jahrhunderts die von Sazenhofen.

## Ende der Burg Plößberg
Die durch das Verhalten des Gutsherren Wolfgang Anton von Sazenhofen aufgebrachten Plößberger Bauern zündeten die Burg 1751 (oder 1754) an. Daraufhin wurde an dieser Stelle das heutige Neue Schloss errichtet. Auf diesem ist auf einem Fenstersturz noch die Jahreszahl 1614 eingemeißelt, die vielleicht auf einen Umbau der Burg hindeutet. Die Ruine der abgebrannten Burg blieb bis 1783 bestehen; in einem darunter befindlichen Kellerraum befand sich ein Brunnen, dieser Anbau war auch noch auf dem Ortsblatt von 1840 zu erkennen.
Reste dieses Gebäudes mit 2 m dicken Mauern wurden 2000 bei Bauarbeiten entdeckt, eine archäologische Sicherung fand nicht statt. Die Reste befinden sich im Garten des hier bestehenden „Gasthofes Bayerischer Hof“.